# ホセ・アルグメド
ホセ・アルグメド（Jose Eduardo Argumedo Barraza、1988年10月14日 - ）は、メキシコの男性プロボクサー。元IBF世界ミニマム級王者。ナヤリット州テピク出身。

## 来歴
2010年8月27日、ハリスコ州グアダラハラのアレナ・ハリスコでオズワルト・ノボアとデビュー戦を行い、8回0-2（73-79、74-78、76-76）の判定負けを喫し、デビュー戦を白星で飾れなかった。
2011年1月21日、ハリスコ州グアダラハラのアレナ・ハリスコでオズワルト・ノボアとフライ級10回戦を行い、10回2-0（2者が96-94、95-95）の判定勝ちを収め雪辱を果たした。
2012年3月10日、タマウリパス州シウダー・リオ・ブラボでホセ・アルフレド・スニガとライトフライ級8回戦を行い、3回18秒負傷判定で引き分けた。
2012年6月9日、ハリスコ州グアダラハラのアレナ・ハリスコでサウル・フアレスとCABOFEライトフライ級王座決定戦を行い、12回3-0（2者が116-112、115-113）の判定勝ちを収め王座獲得に成功した。
2012年7月27日、ハリスコ州ラゴス・デ・モレノでオズワルト・ノボアとライトフライ級8回戦を行い、8回1-2の判定負けを喫した。
2013年7月19日、ナヤリット州テピクでファン・ルイス・ロペスとメキシコライトフライ級王座決定戦を行い、5回TKO勝ちを収め王座獲得に成功した。
2014年5月3日、シナロア州クリアカンでカルロス・ベラルデとIBFラテンアメリカミニマム級王座決定戦を行い、10回1-2（2者が94-96、96-94）の判定負けを喫し王座獲得に失敗した。
2015年12月31日、大阪府立体育会館でIBF世界ミニマム級王者高山勝成と対戦し、9回終了時2-1（85-86、2者が87-84）の判定勝ちを収め王座獲得に成功した。
2016年7月1日、ナヤリット州テピクでIBF世界ミニマム級15位のフリオ・メンドーサと対戦し、12回3-0（119-109、2者が118-110）の判定勝ちを収め初防衛に成功した。
2016年10月29日、サン・ルイス・ポトシ州シウダー・バージェスでIBF世界ミニマム級1位のホセ・アントニオ・ヒメネスと対戦し、3回1分22秒TKO勝ちを収め2度目の防衛に成功した。
2017年5月27日、ヌエボ・レオン州モンテレイでIBF世界ライトフライ級8位のガブリエル・メンドサと対戦し、8回TKO勝ちを収め3度目の防衛に成功した。
2017年7月23日、大田区総合体育館でIBF世界ミニマム級9位の京口紘人と対戦し、12回0-3（111-116×2、112-115）の判定負けを喫し4度目の防衛に失敗、王座から陥落した。
2017年8月1日、IBFはアルグメドをIBF世界ミニマム級7位にランクインした。

## 獲得タイトル
- CABOFEライトフライ級王座
- メキシコライトフライ級王座
- IBF世界ミニマム級王座（防衛3）